# Speedski-Weltcup 2010
Der Speedski-Weltcup 2010 begann am 30. Januar 2010 in Vars und endete am 21. April 2010 in Verbier. Den Gesamtweltcup bei den Männern gewann der Italiener Simone Origone. Bei den Frauen war die Schwedin Linda Baginski erfolgreich.

## Weltcupwertung
| Rang | Athlet               | Punkte |
| ---- | -------------------- | ------ |
| 1    | Simone Origone       | 690    |
| 2    | Ivan Origone         | 655    |
| 3    | Philippe May         | 465    |
| 4    | Bastien Montes       | 460    |
| 5    | Daniel Persson       | 300    |
| 6    | Klaus Schrottshammer | 275    |
| 7    | Neil Munroe          | 191    |
| 8    | Ismael Devenes       | 168    |
| 9    | Christian Jansson    | 145    |
| 10   | Merijn Wunderink     | 132    |

| Rang | Athletin            | Punkte |
| ---- | ------------------- | ------ |
| 1    | Linda Baginski      | 154    |
| 2    | Karine Dubouchet    | 147    |
| 3    | Elena Banfo         | 107    |
| 4    | Lisa Hovland-Udén   | 82     |
| 5    | Emeli Wolff         | 78     |
| 6    | Liss-Anne Pettersen | 60     |
| 7    | Tracie Sachs        | 54     |
| 8    | Jennifer Romano     | 44     |

## Podestplatzierungen Herren
| Datum           | Ort        | 1. Platz       | 2. Platz       | 3. Platz             |
| --------------- | ---------- | -------------- | -------------- | -------------------- |
| 30. Januar 2010 | Vars       | Simone Origone | Bastien Montes | Philippe May         |
| 5. März 2010    | Sun Peaks  | Ivan Origone   | Simone Origone | Bastien Montes       |
| 6. März 2010    | Sun Peaks  | Simone Origone | Ivan Origone   | Philippe May         |
| 15. März 2010   | Salla      | Ivan Origone   | Simone Origone | Philippe May         |
| 16. März 2010   | Salla      | Ivan Origone   | Simone Origone | Bastien Montes       |
| 21. März 2010   | Idre Fjäll | Ivan Origone   | Bastien Montes | Klaus Schrottshammer |
| 24. März 2010   | Idre Fjäll | Simone Origone | Philippe May   | Daniel Persson       |
| 21. April 2010  | Verbier    | Simone Origone | Ivan Origone   | Philippe May         |

## Podestplatzierungen Damen
| Datum           | Ort        | 1. Platz            | 2. Platz            | 3. Platz            |
| --------------- | ---------- | ------------------- | ------------------- | ------------------- |
| 30. Januar 2010 | Vars       | Karine Dubouchet    | Liss-Anne Pettersen | Elena Banfo         |
| 5. März 2010    | Sun Peaks  | Karine Dubouchet    | Elena Banfo         | Linda Baginski      |
| 6. März 2010    | Sun Peaks  | Linda Baginski      | Karine Dubouchet    | Jennifer Romano     |
| 15. März 2010   | Salla      | Tracie Sachs        | Linda Baginski      | Karine Dubouchet    |
| 16. März 2010   | Salla      | Linda Baginski      | Karine Dubouchet    | Emeli Wolff         |
| 21. März 2010   | Idre Fjäll | Liss-Anne Pettersen | Elena Banfo         | Karine Dubouchet    |
| 24. März 2010   | Idre Fjäll | Emeli Wolff         | Linda Baginski      | Liss-Anne Pettersen |
| 21. April 2010  | Verbier    | Linda Baginski      | Tracie Sachs        | Karine Dubouchet    |